# Rajaâ Cherkaoui El Moursli
Rajaâ Cherkaoui El Moursli est une chercheuse marocaine, spécialiste en physique nucléaire. Elle est un des précurseurs de la participation officielle du Maroc à la collaboration internationale ATLAS au CERN à Genève en 1996. À partir de 2013, elle est vice-présidente pour la recherche, la coopération et le partenariat de l’université Mohammed V-Agdal. En 2015, elle reçoit le prix L'Oréal-Unesco pour les femmes et la science.

## Biographie
Née à Salé, au Maroc, le 12 mai 1954, Rajaâ Cherkaoui El Moursli, après l’obtention de son baccalauréat sciences mathématiques au lycée Descartes à Rabat, suit toutes ses études supérieures jusqu’au doctorat es sciences physique à l’université Joseph-Fourier de Grenoble1,2. Ses premiers travaux de recherche dans le cadre de ce doctorat sont réalisés au Laboratoire de physique subatomique et de cosmologie de Grenoble en France sur la physique des ions lourds. En 1982, elle revient dans son pays : « Pour mon père, il était hors de question de m’installer en France après avoir fini mes études. Il fallait revenir au pays pour faire bénéficier les étudiants de mon savoir »3.
Elle intègre la faculté des Sciences de l’université Mohammed V – Agdal de Rabat en tant qu’enseignant chercheur et est depuis 1996, responsable du Laboratoire de physique nucléaire (LPNR). Cette responsabilité l’amène à développer plusieurs thèmes autour d’applications des techniques nucléaires. Elle est à la base de la collaboration avec le CERN dans le projet ATLAS. Elle s'implique également dans la création du premier master de physique médical à la Faculté des sciences Mohammed V-Agdal3.
Elle est également membre du conseil scientifique du Centre national des études des sciences et techniques nucléaires (CNESTEN). Elle a mis en place plusieurs masters au sein de l’université, en particulier le premier master de physique médicale au Maroc. Elle a encadré et co-encadré plusieurs thèses de doctorat et de doctorat d’état. En tant qu’expert de l’AIEA, elle participe activement à plusieurs formations au Maroc et en Afrique. Elle est auteur ou co-auteur de centaines de papiers dans des conférences et journaux nationaux et internationaux. Elle est aussi membre du comité de lecture de plusieurs conférences et revues internationales3.
En 2013, elle est nommée vice-présidente pour la recherche, la coopération et le partenariat de l’université Mohammed V-Agdal. Sans s'éloigner de ses préoccupations scientifiques, elle participe à plusieurs associations professionnelles et culturelles ; en particulier Présidente de l’Association marocaine de radioprotection (AMR) et vice-président de l’Association des ingénieurs en génie atomique (AIGAM). Elle a été nommée en 2006 membre correspondant de l'Académie Hassan-II des sciences et techniques4.
Surnommée « militante de la recherche », par un magazine marocain, Rajaâ Cherkaoui El Moursli consacre une importante partie de son temps et de son énergie à améliorer le niveau de la recherche scientifique dans son pays. Elle contribue aussi de manière significative à une amélioration du système de santé marocain. Elle a été récompensée pour sa contribution majeure à l’une des plus grandes découvertes de l’histoire de la physique : la preuve de l’existence du boson de Higgs, la particule responsable de la création de masse dans l’univers5.
Ses travaux ont été consacrés en 2015 par le prix L'Oréal-Unesco pour les femmes et la science ayant pour but d’encourager les femmes à se diriger vers les métiers scientifiques et à poursuivre leur carrière dans ce domaine, a primé cinq femmes : elle a représenté le continent africain, pour ses contributions en Physique des hautes énergies et physique nucléaire6.